# أنتوني ستار
أنتوني ستار (بالإنجليزية: Antony Starr) (25 أكتوبر 1975) ممثل تلفزيوني نيوزيلندي، قام بدور البطولة في المسلسل التلفزيوني بانشي . الذي بث على سينماكس المملوكة لاتش بي او.

## سيرة سينمائية

### التلفزيون
| السنة       | العنوان                | الدور                  | ملاحظات                      |
| ----------- | ---------------------- | ---------------------- | ---------------------------- |
| 1995        | زينا: الأميرة المحاربة | Mesas                  | "الحوافر والعاهرات" (S01E10) |
| 1996        | زينا: الأميرة المحاربة | David                  | "القاتل العملاق" (S02E03)    |
| 2000-2002   | شارع Shortland         | ستراتفورد ويلسون       |                              |
| 2001-2003   | رحمه بيك               | Todd Van der Velter    |                              |
| 2005-2010   | Outrageous Fortune     | Jethro West / Van West | دور رئيسي                    |
| 2011        | Rush                   | Charlie Lewis          | دور رئيسي                    |
| 2012        | Tricky Business        | Matt Sloane            | دور رئيسي                    |
| 2013-2016   | بانشي                  | لوكاس هود              | دور رئيسي                    |
| 2016        | القوطية الأمريكية      | Garrett Hawthorne      | دور رئيسي                    |
| 2019 - 2020 | الرفاق                 | Homelander             | دور رئيسي                    |

## روابط خارجية
- أنتوني ستار على موقع IMDb (الإنجليزية)
- أنتوني ستار على موقع ألو سيني (الفرنسية)
- أنتوني ستار على موقع قاعدة بيانات الفيلم (الإنجليزية)
- أنتوني ستار على موقع كينوبويسك (الروسية)